# Robert Petsch
August Ferdinand Robert Petsch (* 4. Juni 1875 in Berlin; † 10. September 1945 in Hamburg) war ein deutscher Germanist und Volkskundler.

## Leben und Werk
Petsch studierte in Berlin bei Erich Schmidt und an der Universität Würzburg, wurde dort 1898 über „Volksrätsel“ promoviert und habilitierte sich 1900 über „Formelhafte Schlüsse im Volksmärchen“. Er gehörte zur führenden Berliner Germanistenschule im Gefolge Wilhelm Scherers. 1914 hatte er eine Lektorenstelle in Liverpool. Dann wurde er an die Deutsche Akademie in Posen als ordentlicher Professor berufen. Mit dem Verlust Posens durch den Friedensvertrag von Versailles verlor er seine Stelle. Er wurde im Oktober 1919 Professor an der Universität Hamburg mit dem ersten Lehrstuhl für neuere deutsche Literaturgeschichte und lehrte über die Altersgrenze hinaus bis 1945. Er begründete die Allgemeine Literaturwissenschaft mit, die weniger an Geschichte und Biografie als vielmehr an Wesen, Typologie und Formen der Literatur interessiert ist. Petsch befasste sich stark mit Lessing und Goethe und besonders in 32 Veröffentlichungen mit der Faust-Dichtung. 1924 war er Mitbegründer der Hamburger Goethe-Gesellschaft. In der Volkskunde befasste er sich mit Märchen. 
Nach der Machtergreifung der Nationalsozialisten unterzeichnete er im November 1933 das Bekenntnis der deutschen Professoren zu Adolf Hitler. 1937 betonte Petsch, dass die nordische Dichtung der „echt germanischen Form“ den Deutschen besonders nahe stehe. Selma Lagerlöf, Sigrid Undset und Knut Hamsun seien „artverwandte“ Dichter, die in „artgemäßen Denkbahnen“ schrieben, nicht „auflösend“ und „zerstörend“ wie Alfred Döblin und Thomas Mann. Besonders Hamsun war für Petsch der größte nordische Erzähler, der zu den „wärmsten Bewunderern und Verteidigern“ NS-Deutschlands im Ausland gehöre. Zum 1. Mai 1937 trat Petsch der NSDAP bei (Mitgliedsnummer 4.056.074). Zu seinen Schülern gehörten Paul Böckmann und Fritz Martini. Petsch wurde wegen seiner NSDAP-Mitgliedschaft im Mai 1945 mit fast 70 Jahren von der britischen Besatzungsbehörden suspendiert und Anfang September in den Ruhestand versetzt. 

## Schriften (Auswahl)
- Freiheit und Notwendigkeit in Schillers Dramen (= Goethe- und Schillerstudien. 1, ZDB-ID 531596-7). Beck, München 1905.
- Lessings Briefwechsel mit Mendelssohn und Nicolai über das Trauerspiel. Nebst verwandten Schriften Nicolais und Mendelssohns (= Philosophische Bibliothek. Bd. 121, ISSN 2365-2861). Dürr, Leipzig 1910.
- Deutsche Dramaturgie I. Von Lessing bis Hebbel. G.Müller und E.Rentsch, 1912.
- Gehalt und Form. Gesammelte Abhandlungen zur Literaturwissenschaft und zur allgemeinen Geistesgeschichte (= Hamburgische Texte und Untersuchungen zur deutschen Philologie. Reihe 2: Untersuchungen. 1, ZDB-ID 530928-1). Ruhfus, Dortmund 1925.
- Wesen und Formen der Erzählkunst (= Deutsche Vierteljahrsschrift für Literaturwissenschaft und Geistesgeschichte. Buchreihe. 20, ZDB-ID 200380-6). Niemeyer, Halle (Saale) 1934.
- als Herausgeber mit Hermann Blumenthal: Goethes Werke. 12 Bände. Kleine Festausgabe. Bibliographisches Institut, Leipzig 1938.
- Einführung in Goethes Faust. Broschek, Hamburg 1941.
- Wesen und Formen des Dramas. Niemeyer, Halle 1945.

## Belege
1. ↑  Vgl. Robert Petsch: Neue Beiträge zur Kenntnis der Volksrätsel. In: Palaestra. Band 4, 1898.
2. ↑  Ernst Klee: Das Personenlexikon zum Dritten Reich (= Fischer. 16048). 2. Auflage. Fischer-Taschenbuch-Verlag, Frankfurt am Main 2007, ISBN 978-3-596-16048-8, S. 456.
3. ↑  Robert Petsch: Nordische Dichtung. Olav Duun und seine Zeitgenossen. In: Germanisch-Romanische Monatsschrift. 25, 1937, S. 242–256.
4. ↑  Bundesarchiv R 9361-IX KARTEI/32170857

| Personendaten    | Personendaten                                    |
| ---------------- | ------------------------------------------------ |
| NAME             | Petsch, Robert                                   |
| ALTERNATIVNAMEN  | Petsch, August Ferdinand Robert                  |
| KURZBESCHREIBUNG | deutscher Germanist und Literaturwissenschaftler |
| GEBURTSDATUM     | 4. Juni 1875                                     |
| GEBURTSORT       | Berlin                                           |
| STERBEDATUM      | 10. September 1945                               |
| STERBEORT        | Hamburg                                          |